# Il voto
Il voto è un film del 1950 diretto da Mario Bonnard.
Il soggetto della pellicola, conosciuta anche con il titolo Miracolo a Piedigrotta, è tratto dal dramma teatrale 'O voto di Salvatore  Di Giacomo.

## Trama
Un giovane pescatore, diventa l'amante della moglie di un caro amico, partito per un lungo viaggio. La relazione diventa subito di pubblico dominio ma non tutti la osteggiano. 
Alcuni pescatori che tornano a riva con un misero pescato gli instillano il dubbio che Vito debba espiare la colpa di un amore proibito e allora il giovane decide di lasciare Carmela 
e fa voto alla Madonna di salvare Cristina, soprannominata la capuana, una giovane prostituta.
Donna Carmela si rivela molto gelosa, e alcune donne che solo di facciata ne disapprovavano la relazione adesso si oppongono alla nuova scelta di Vito. Tutte assieme convincono Vito che Cristina non è la donna per lui ed egli riprende la relazione con Carmela.
Alla festa della Madonna però Vito si rende conto che deve mantenere il voto fatto e raggiunge Cristina che abbandonata stava per tornare nella casa chiusa. Il loro amore è più forte di prima.

## Produzione
Il film è ascrivibile al filone dei melodrammi sentimentali strappalacrime, allora all'apice del successo tra il pubblico italiano, sebbene assai malvisto dalla critica cinematografica del tempo (che solo a partire dagli anni settanta rivaluterà queste pellicole, coniando il termine neorealismo d'appendice).
Fu uno dei primi film interpretati da Sophia Loren, qui in un piccolo ruolo, non accreditata nei titoli di testa.

## Distribuzione
il film venne distribuito nel circuito cinematografico italiano il 30 settembre del 1950.